# 馬屎洲

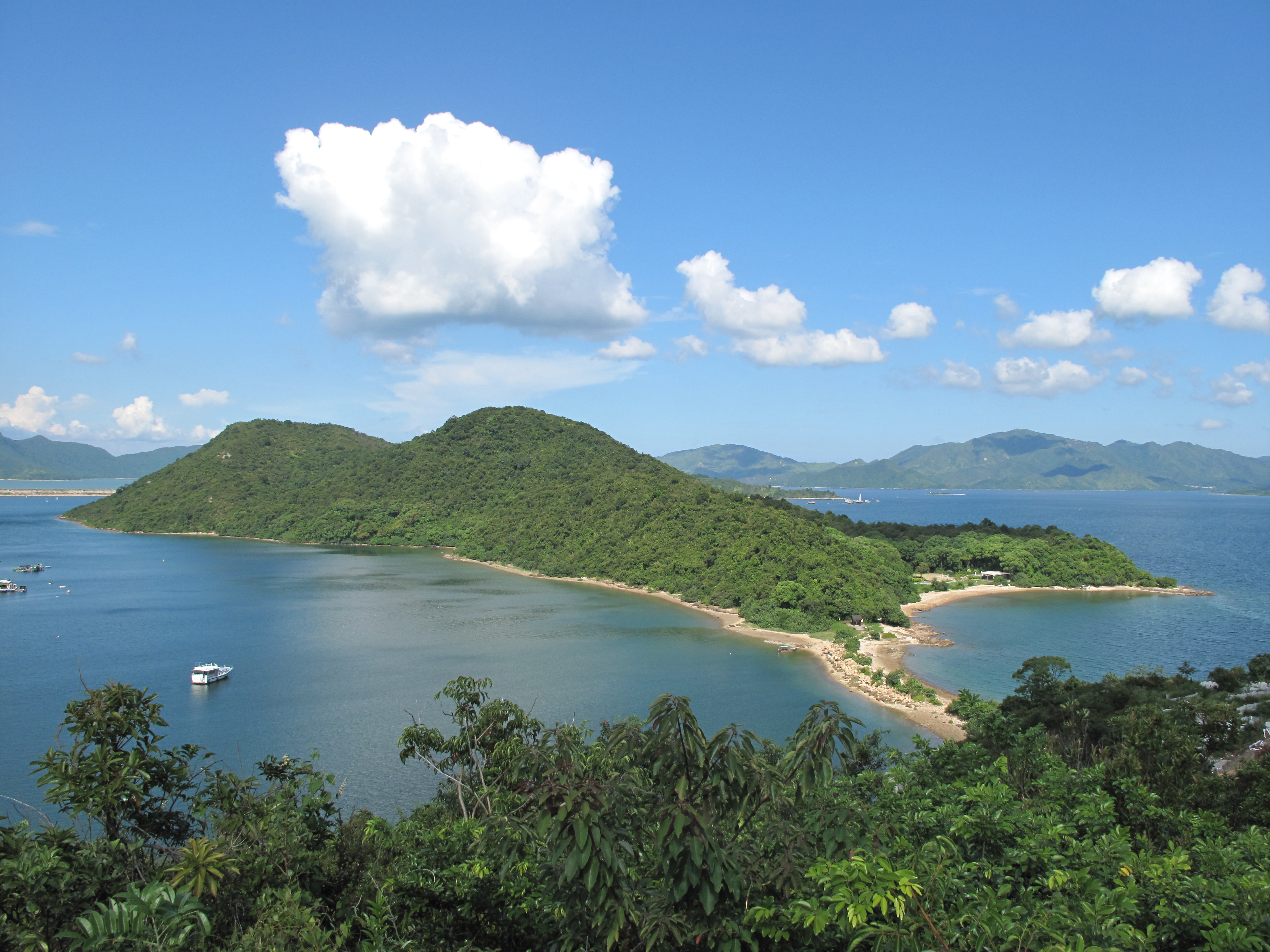
馬屎洲

馬屎洲（マシーチャウ、英語: Ma Shi Chau）は、香港新界大埔区にある島である。三門仔という漁村の沖にある。
名は馬糞のような形をしていることから。
砂の堤防は三門仔と馬屎洲に繋がっている。昔は満潮になると島の間の部分が渡れなくなったが、政府のほうで観光化させるので、埋め立てをし、今は満潮でも渡れるようになっている。2億年以上前の地層が見られる岩や、潮で侵食された岩などが見られる。
港鉄東鉄線大埔墟駅から三門仔74K番九龍バスまたは20K番ミニバスで乗ることができる。

## 参考リンク
1. ↑  立花さんは馬屎洲で２億年以上の岩を観賞しました
2. ↑  香港地質公園の旅 馬屎洲編